# Pietro Cappello

Stemma dei Cappello

Pietro Cappello (Venezia, 26 marzo 1676 – Orgnano, 23 settembre 1729) è stato un politico e diplomatico italiano, al servizio della Repubblica di Venezia.

## Biografia
Unico maschio dei patrizi Domenico Cappello e Agnese Gradenigo, nel 1696 sposò Orsa Morosini, dalla quale ebbe due figli maschi, che chiamò entrambi Pietro, e una femmina, Agnese.
Dal 23 ottobre 1701 all'inizio del 1703 ricoprì la carica di podestà di Chioggia. Proprio in quegli anni era scoppiata la guerra di successione spagnola: le lettere inviate dal Cappello al Senato testimoniano dei transiti di rifornimenti attraverso il territorio clodiense, delle preoccupazioni della popolazione locale, nonché del caso dei fratelli Rizzati di Loreo, impiccati per aver incendiato tre burchi di fieno e grano indirizzati alle truppe di Eugenio di Savoia. Gli scritti dimostrano efficacemente come la tanto decantata neutralità della Serenissima nascondesse invero una misera condizione di impotenza sullo scacchiere internazionale. Per quanto riguarda l'amministrazione, il Cappello si impegnò fortemente nel risollevare l'economia della zona riuscendo a collocare le valli da pesca rimaste sfitte, sebbene a prezzi estremamente bassi.
Successivamente ricoprì incarichi nella capitale: fu membro della Zonta e del Consiglio dei Pregadi ordinari, per tre volte savio di Terraferma, savio cassiere, savio del Consiglio, commissario sul fiume Reno.
Dal 1723 al 1727 visse a Roma in qualità di diplomatico. Durante questo mandato propose a papa Benedetto XIII - con una certa insistenza - un progetto per difendere l'Italia dalla minaccia Ottomana attraverso l'istituzione di un fondo di denaro da cui attingere in caso di necessità militare. Particolarmente interessante è la relazione conclusiva dell'ambasciata stilata nel 1728: dopo aver consigliato al governo una maggiore attenzione per le vicende della Santa Sede (magari attraverso la formazione di un gruppo di prelati e cardinali veneziani che condizionassero l'esito del conclave), il Cappello si dilunga sulla descrizione del complesso di San Michele in Ripa che in quegli anni il pontefice aveva convertito da ospedale a "casa di commercio" per la produzione di arazzi e panni di lana; vi si trova, inoltre, un commento sulla mancanza a Venezia di un palazzo in cui raccogliere calchi di statue antiche sul modello delle accademie romane.
L'ultimo incarico politico lo vide, con Andrea Corner, ambasciatore straordinario a Trieste in occasione della visita dell'imperatore Carlo VI. Ufficialmente il Cappello doveva recare al sovrano la stima e l'augurio della Repubblica, tuttavia nelle lettere inviate a Venezia non mancano pungenti osservazioni sulla trascuratezza della città giuliana, ben lungi dal diventare un grande porto di mare.
Morì di idropisia mentre si trovava nella sua villa di Orgnano, località di Spinea.